# Galfryd
Galfryd – imię męskie pochodzenia germańskiego o nieustalonym do końca znaczeniu.
Galfryd imieniny obchodzi 15 lutego i 25 września.
Znane osoby noszące to imię:
- Geoffrey z Monmouth
- J.J. Abrams, amerykański producent filmowy i telewizyjny
- Geoffrey Unsworth

Zobacz też:
- Stade Geoffroy-Guichard — stadion we Francji